# Gabi Fleisch
Gabi Fleisch (* 29. Juni 1959 in Götzis) ist eine österreichische Kabarettistin.

## Leben
Gabi Fleisch wuchs in Götzis im Vorarlberger Rheintal auf. Nach dem Abschluss einer kaufmännischen Lehre im elterlichen Betrieb widmete sie sich dem Theater und dem Kabarett. Fortbildungen im Bereich Atemtechnik, Sprechtechnik und Schauspieltechnik folgten.
Erste Auftritte hatte sie beim Theater am Saumarkt, beim Theater am Kirchplatz und bei der Operettenbühne Dornbirn. Seit 1995 ist sie als freischaffende Kabarettistin, Schauspielerin und Kolumnistin tätig. Heiner Linder holte sie schließlich zu den „Wühlmäusen“. Als Ensemblemitglied von „Grüß Gott in Vorarlberg“ trat sie neben Stefan Vögel, Maria Neuschmid und Jörg Adlassnig auf. Danach folgten Soloprogramme wie „I hau ab“ und „I säg jo nüt, abr“, und Comedy „Doris und Egon goes New York“, „Scheffknecht und Breuss“ (an der Seite von Klaus Schöch), den „Stricktanten“. Ein Testimonial und Werbetexterin für Ländle Produkte folgten.
Als Ensemblemitglied des Vorarlberger Volkstheaters spielte sie bei „Arsen und Spitzenhäubchen“ (2008) sowie dem „Altweiberfrühling“ (2009). Fleisch ist seit 2005 tägliche Kolumnistin in den „Vorarlberger Nachrichten“ als i-Tüpfle. 2010 stand sie als Solokabarettistin mit dem Stück von Stefan Vögel „Verliebt, verlobt, verschwunden“ auf der Bühne. Es folgten die Programme „Duo 3 Schwestern“, „FleischesLust“, „GrillFleisch“, „Christkind-la“, „SitzFleisch“ und „Nägl mit Köpf“.

## Auszeichnungen
- 2002: „W&W Die Besten im Westen“ Kategorie Kabarett: 2. Rang
- 2004: „W&W Die Besten im Westen“ Kategorie Kabarett: 1. Rang